# Глушкова, Ирина Петровна
Ири́на Петро́вна Глушко́ва (род. 9 августа 1952, Москва, СССР) — советский и российский индолог, историк и филолог, специалист по истории и религиям Южной Азии, индийским регионам (преимущественно Северная Индия и Махараштра), проблемам самоидентификации, региональным сознанию и чувствительности; политической антропологии, динамике культурной интеграции, (пространственному) движению и власти; новым методам исследований в гуманитарных науках. Кандидат филологических наук (1980), доктор исторических наук (2009), главный научный сотрудник Центра индийских исследований Института востоковедения РАН.

## Биография
Окончила Институт стран Азии и Африки при МГУ имени М. В. Ломоносова.
В 1980 году защитила диссертацию на соискание учёной степени кандидата филологических наук по теме «Фонологическая парадигматика и синтагматика языка маратхи» (специальность 10.02.22 — языки народов зарубежных стран Азии, Африки, аборигенов Америкой Австралии).
В 2009 году в Институте востоковедения РАН защитила диссертацию на соискание учёной степени доктора исторических наук по теме «Паломничество как фактор социокультурной и политической истории Индии: X—XX вв.» (специальность 07.00.03 — всеобщая история (Средние века)); официальные оппоненты — доктор исторических наук, профессор Л. Б. Алаев, доктор исторических наук М. Ф. Альбедиль и доктор исторических наук С. И. Лучицкая; ведущая организация — Российский государственный гуманитарный университет.
С 1991 года является главным научным сотрудником Центра индийских исследований Института востоковедения РАН. Бывший ведущий научный сотрудник Центра гуманитарных исследований пространства Российского научно-исследовательского института культурного и природного наследия имени Д. С. Лихачёва. С 2011 года руководитель Междисциплинарной проект-группы «Под небом Южной Азии» (МПГ ПНЮА).
Автор более 300 научных публикаций, участник более 50 общероссийских и международных конференций.
По мировоззрению — атеист.

## Научные труды

### Монографии
- Индийское паломничество. Метафора движения и движение метафоры. М.: Научный мир, 2000.
- Из индийской корзины. Исторические интерпретации. М.: Восточная литература, 2003.
- Подвижность и подвижничество. Теория и практика тиртха-ятры. М.: Наталис, 2008.

### Научная редакция
- Индийская жена. М.: Восточная литература, 1996.
- Home and House in Maharashtra (in co-editorship with Anne Feldhaus). New Delhi: Oxford University Press, 1998.
- Home, Family and Kinship in Maharashtra (in co-editorship with Rajendra Vora). New Delhi: Oxford University Press, 1999.
- Древо индуизма. М.: Восточная литература, 1999.
- Язык до Индии доведет. Памяти А. Т. Аксёнова. М.: Восточная литература, 2008.
- Смерть в Махараштре. Воображение. Восприятие. Воплощение / Науч. ред. И. П. Глушкова. — М.: Наталис. 2012. — 832 с. — 1000 экз. — ISBN 978-5-8062-0349-7
- Под небом Южной Азии. Портрет и скульптура. Визуализация территорий, идеологий и этносов через материальные объекты / Глушкова И. П. (рук. проекта), Прокофьева И. Т. (отв. ред.). — М.: Наука-Восточная литература, 2014. — 607 с. — ISBN 978-5-02-036564-3
- Под небом Южной Азии. Движение и пространство: парадигма мобильности и поиски смыслов за пределами статичности / Глушкова И. П. (рук.проекта), Сидорова С. Е. (отв. ред.). М.: Наука-Восточная литература, 2015. — 907 с. — ISBN 978-5-02-036603-9
- Под небом Южной Азии. Территория и принадлежность: геополитическое конструирование и субъектность восприятия обитаемых пространств / Глушкова И. П. (рук. проекта), Бочковская А. В. (отв. ред.). М.: Наука-Восточная литература, 2016.- 799 с. — ISBN 978-5-02-039762-0
- Под небом Южной Азии. Хула и хвала: коммуникативные модальности исторического и культурного своеобразия. М.: Наука-Восточная литература, 2017 / Глушкова И. П. (рук. проекта), Ванина Е. Ю. (отв. ред.). 2017. — 927 с. — ISBN 978-5-02-039789-7
- Под небом Южной Азии. Стыд и гордость: введение в стандарты и практики эмоций. М.: Восточная литература, 2021 / Глушкова И. П. (рук. проекта, отв. ред.). 2017. — 917 с. — ISBN 978-5-8381-0393-2